# 陳國銓
陳國銓（1818年12月17日—1862年11月15日），號衡軒，福建福州府侯官縣人，清朝武官。

## 生平
行伍出身，曾任福寧左營游擊。
同治元年（1862年）春，奉旨接替許揚州，護理澎湖水師協副將。其族叔祖陳夢熊曾於嘉慶十七年（1812年）擔任此職。
接任澎湖水師協副將後，調派往台灣本島，支援鎮壓戴潮春事件，同年陣亡於崩埤戰役（一說征途中病故），授世襲雲騎尉。